# Списък на кметовете на Шейново
Списък на кметове от община с. Шейново за периода 1878 – 2018 г.
- Кою Ескиев (1878 – 1880)
- Иван Духтев (1880 – 1889)
- Дечко Шипчанов (1889 – 1895)
- Петър Радев (1895 – 1898)
- Дечко Марин (1898 – 1902)
- Татю Аджеров (1902 – 1904)
- Дечко Шипчанов (1904 – 1905)
- Георги Ангелов (1905 – 1908)
- Христо Дяков (1908 – 1909)
- Дечко Герджиков (1909 – 1911)
- Пеню Герджиков (1911)
- Баю Мочев (1911 – 1912)
- Петър Новаков (1912 – 1915)
- Коста Нанков (1915)
- Петър Георгиев (1915 – 1918)
- Стефан Кратунов (1918 – 1920)
- Коста Нанков (1920 – 1922)
- Боню Герджиков (1922 – 1923)

Управление на тричленна комисия
- Баю Мочев (1923 – 1930)
- Димитър Гунев (1923 – 1930)
- Дан Драгнев (1923 – 1930)

Кметове
- Лалю Пинтев (1931 – 1932)
- Христо Шанов (1932 – 1933)
- Дечко Демирев (1933 – 1934)
- Стефан Раев (1934)
- Пеню Герджиков (1935)
- Тончо Миргов (1935 – 1941)
- Пейчо Пейков (1941 – 1943)
- Никола Бабев (1944)
- Димитър Димитров (1944)
- Минчо Карабаджаков (1944 – 1946)
- Иван Стефанов (1946 – 1947)
- Тотю Раев (1947 – 1949)
- Теню Дечков (1949 – 1951)
- Вълю Дянков (1951 – 1953)
- Симеон Тюрлесанов (1953 – 1955)
- Вълю Дянков (1955 – 1959)
- Дечко Божинов (1959 – 1965)
- Андрей Кърпачев (1965 – 1976)
- Тенчо Курумилев (1976 – 1982)
- Дечко Божинов (1982 – 1990)
- Барю Александров (1990 – 1996)
- Иван Шанов (1996 – 1999)
- Петър Новаков (1999 – 2003)
- Николай Терзиев (2003 – 2015)
- Данчо Данов (2015 – 2019)
- Петя Лейкова (2019 – 2023)
- Петко Петков (2023 –